# Градина (Разградская область)
Градина (болг. Градина) — село в Болгарии. Находится в Разградской области, входит в общину Лозница. Население составляет 366 человек.

## Политическая ситуация
В местном кметстве Градина, в состав которого входит Градина, должность кмета (старосты) исполняет Фехми Дахил Осман (независимый) по результатам выборов.
Кмет (мэр) общины Лозница — Айхан Мустафов Хашимов (Движение за права и свободы (ДПС)) по результатам выборов.